# Korfball

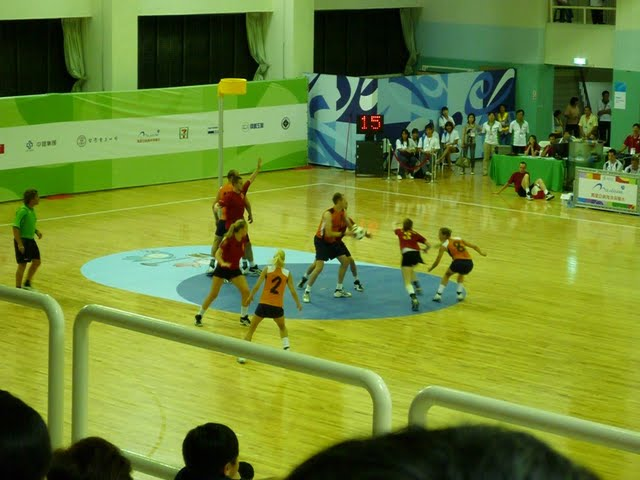
Una fase dell'incontro Belgio e Paesi Bassi nel corso dei Giochi mondiali di Kaohsiung 2009

Il korfball, versione inglese dell'olandese korfbal, è uno sport di squadra originario dei Paesi Bassi, ideato da un insegnante di Amsterdam, Nico Broekhuyzen, nel 1902.

## Storia
Le regole di base si rifanno a quelle del gioco svedese chiamato ring boll, che Broekhuyzen aveva conosciuto durante un soggiorno nella località Nääs in Svezia proprio nel 1902. Il Korfball ha la prerogativa di essere uno dei pochi sport esistenti a non essere riservato a uomini e donne separatamente: maschi e femmine giocano insieme in squadre miste; per questo motivo viene solitamente detto lo Sport delle Pari Opportunità. In diverse regole di gioco, questa disciplina è simile al netball.
Nei Paesi Bassi si trova la più vecchia e più grande associazione sportiva di korfball ancora esistente, la Haagsche Korfbal Club ALO (Club di korfball di L'Aia), istituita il 1º gennaio 1906. Rivale storica di questo club è la DTV di Amsterdam che vanta come data di fondazione il 1º novembre 1902 anche se è in realtà sorta nella sua forma attuale dalla fusione tra la prima associazione korfballistica del mondo, la DEV, la DTV e la Allen Weerbaar, quest'ultima aggiuntasi di recente.
Il korfball fu disciplina dimostrativa durante la VII Olimpiade che fu organizzata ad Anversa nel 1920. Nel 1933 è stata fondata la federazione internazionale, l'IKF, che ha sede a Zeist.

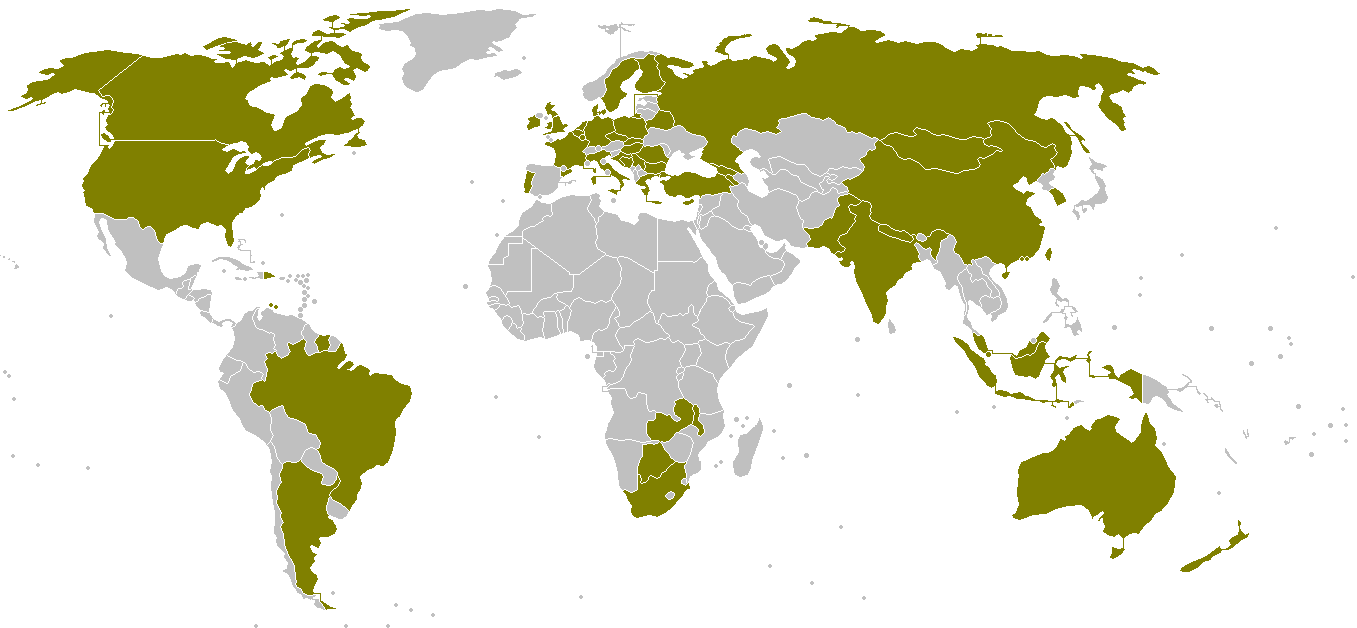
Membri della International Korfball Federation

## Il Korfball in Italia
In Italia, la Federazione Italiana Korfball è stata fondata a Torino il 29 agosto 2003 da Domenico Bencivenga, Professore di Educazione Fisica, ed è entrata a far parte dell'International Korfball Federation, come 38º membro ufficiale internazionale, l'8 novembre dello stesso anno, durante il congresso mondiale tenutosi a Rotterdam (Paesi Bassi).
L'Italia ha vinto la Coppa del Mediterraneo nel 2005 a Moncalieri (Torino) nella sua prima apparizione continentale contro la Grecia.
La prima manifestazione ufficiale nazionale, la Coppa Italia, si è tenuta nel 2004 ad Arquata Scrivia (Alessandria) ed è stata vinta dalla "A.S.D. Aurora 2003 Torino".
I primi club italiani di Korfball sono stati la "A.S.C.D. Gruppo Sportivo Mondo Sport" e la "A.S.D. Aurora 2003", entrambi di Torino, seguiti dalla "A.S.D. Arquata Scrivia Korfball 03" e dalla "A.S.D. Carrara Korfball". Hanno vinto il campionato italiano la "A.S.D. Carrara Korfball" (2005), la "A.S.D. Arquata Scrivia Korfball 03" (2006) e la "A.S.D. Evansalus Club Padova" (2007, 2009 e 2011). La "A.S.D. Evansalus Club Padova" ha partecipato a due edizioni dell'Europa Cup: nel 2007-2008 e nel 2011-2012.

## Regolamento

Diagramma di un campo di korfball

Questa disciplina atletica si pratica su campo, a forma rettangolare, lungo 60 m e largo 30 m all'aperto o lungo 40 m e largo 20 m al coperto. Il campo è diviso in due zone uguali nelle quali, a inizio partita, si schierano due squadre: ogni squadra è composta da quattro donne e quattro uomini. In ogni metà campo, posizionato ad una distanza pari ad un terzo dal fondo, sono posti due pali alti 3,5 m. che sostengono due canestri in plastica di forma circolare. Ogni canestro realizzato vale un punto e la partita è vinta da chi realizza più punti in 70 minuti, divisi in due tempi di 35, su campo all'aperto o in 60 minuti, divisi in due tempi di 30, su campo al coperto: il riposo tra tempi dura 10 minuti. La palla usata è sferica in gomma e pesa 445-475 g. A parte il palleggio di controllo, non è ammesso palleggiare. Non si può rubare la palla se non su intercettazione nei passaggi. Non è ammesso il contatto fisico. Ogni difensore può difendere solo attaccanti del suo stesso sesso: in caso contrario si procederà con il free-pass. Non si può tirare se marcati; in caso si tirasse marcati il korf viene annullato e si procede con una rimessa a favore della squadra in difesa. Nel caso in cui avvenga un fallo nell'azione di tiro o semplicemente l'attaccante venga ostacolato da un difensore di sesso diverso dal suo si procederà con il penalty, a meno che non venga realizzato il korf. Il difensore si considera in atteggiamento non difensivo se tiene le braccia basse dietro la schiena. Ogni 2 korf totali i 4 giocatori in attacco vanno in difesa e viceversa.